# De la crèche à la croix
Pour plus de détails, voir Fiche technique et Distribution.
De la crèche à la croix (From the Manger to the Cross) est un film américain de Sidney Olcott, réalisé en 1912. Projeté devant un public restreint le 3 octobre 1912 à Londres, il a été présenté au grand public aux États-Unis en janvier 1913. 
C'est l'un des premiers longs-métrages américains,. C'est aussi le premier long métrage consacré à la vie et la mort de Jésus de Nazareth et l'un des seuls tourné en décors naturels, sur les lieux décrits par les Évangiles (Palestine et Égypte). Le tournage a en effet eu lieu à Gizeh, au Caire, à Béthanie, à Nazareth, au lac de Tibériade, à Jaffa et à Jérusalem. La mise en scène s'inspire des tableaux de James Tissot représentant des scènes de la Bible,.

## Fiche technique
- Titre : De la crèche à la croix
- Titre original : From the Manger to the Cross, or Jesus of Nazareth
- Réalisateur : Sidney Olcott
- Scénario : Gene Gauntier
- Photographie : George K. Hollister
- Direction artistique : Henry Allen Farnham
- Producteur : Frank J. Marion (en)
- Société de production : Kalem Company
- Distribution : General Films (États-Unis)
- Pays :  États-Unis
- Lieu de tournage : Égypte et Palestine
- Genre : biographie historique, péplum
- Durée : 62 minutes
- Dates de sortie :
  - Projection devant un public privé le 3 octobre 1912 au Royaume-Uni (Londres) et le 14 octobre 1912 aux États-Unis (New York)[1],[2].
  - Première représentation publique à Jacksonville (Floride), en  janvier ou février 1913[1].
  - Présentation en France le 12 décembre 1913 (Paris)[2].
  - Reprises en salles en 1918, 1922 et 1938[2].

## Distribution
- Robert Henderson-Bland : Jésus adulte
- Percy Dyer : Jésus enfant
- Gene Gauntier : Marie, mère de Jésus
- Montague Sidney : Joseph
- F. Owen Sterling : Hérode Ier le Grand
- James D. Ainsley : Jean Baptiste
- Jack J. Clark : Jean
- Alice Hollister : Marie de Magdala
- Sidney Olcott : l'aveugle
- Samuel Morgan : Ponce Pilate
- Robert G. Vignola : Judas Iscariote
- George Kellog : Herode Antipas
- Helen Lindroth : Marthe
- J. P. McGowan : André
- Sidney Baber : Lazare

## Le rôle de Jésus
Cinq personnes ont incarné Jésus dans le film :
- un bébé Australien âgé de six mois dont les parents séjournaient à l'hôtel Shepheard, au Caire ;
- un bébé Palestinien de  seize jours, confié par sa mère à l'équipe pour les scènes de la crèche ;
- George Hollister Jr, le fils d'Alice et George pour les séquences de Jésus et sa mère dans le quartier de Babylone au Caire ;
- Percy Dyer, un jeune acteur anglais de 16 ans, paraissant douze ans, pour les scènes de Nazareth et de la Présentation au Temple ;
- Robert Henderson-Bland, un Anglais, poète et acteur de théâtre qui n'a jamais tourné pour le cinéma, incarne le Christ adulte[2].

## À noter
- Fidèle à son habitude, Sidney Olcott tourne en décors naturels, sur les lieux décrits par les Évangiles. Pour les séquences d'intérieur (le roi Hérode recevant les Rois Mages, le Temple de Jérusalem, la Cène...), Henry Allen Farnham a bâti un studio sur un terrain entre l'hôtel Fast, Jaffa road et les murs de la Vieille Ville. Le couvent des Sœurs réparatrices (aujourd'hui démoli) domine l'endroit[2].
- De la crèche à la croix est l'aboutissement d'un long périple de la troupe Kalem au Moyen-Orient et en Europe. L'équipe a quitté New York, le 2 décembre 1911 et n'est de retour que le 12 octobre 1912. Elle a parcouru 48 000 km, séjourné sur trois continents. Durant cette période, Sidney Olcott a tourné 33 films.
- Une copie De la crèche à la croix est conservée à la Bibliothèque du Congrès à Washington DC ; à la National Film Archives à Londres ; à la Cinémathèque de Jérusalem.